# セラフィーヌ・ルイ
セラフィーヌ・ルイ (フランス語: Séraphine Louis) またはサンリスのセラフィーヌ (フランス語: Séraphine de Senlis; 1864年9月3日 - 1942年12月11日) は、フランスの画家。
40歳を過ぎてから独学で絵を描き始め、ドイツ人の画商ヴィルヘルム・ウーデに見出された。アンリ・ルソーらとともに素朴派の画家とされる。晩年は精神を病み、忘れ去られた画家として精神病院で亡くなったが、21世紀に入ってようやく美術評論家らに再発見され、とりわけ、作家フランソワーズ・クロアレクの伝記『セラフィーヌ』、同著のマルタン・プロヴォスト監督による映画化（邦題『セラフィーヌの庭』）により世界的に注目、再評価されることになった。

## 生涯

### 背景
セラフィーヌ・ルイは1864年9月3日、オワーズ県の小村アルシーの貧しい家庭に生まれた。女性史・美術史研究家のマリー＝ジョ・ボネは、同じように悲劇的な運命をたどった女性彫刻家カミーユ・クローデルと同じ年の生まれであることを強調している。父は時計職人、母は農家の娘で、セラフィーヌは第四子であった。生後1年で母を亡くし、6歳のときに父を亡くしたセラフィーヌは、すでに結婚していた姉アルジャンティーヌ・グールの家に預けられた。家畜の世話や農作業を手伝っていたが、姉が夫を亡くし、まもなく再婚すると、12歳で住み込み家政婦の仕事を得て、同じオワーズ県のコンピエーニュへ越した。

### 修道院生活
1881年、18歳でクリュニー聖ヨハネ修道院に入り、雑役婦として20年間働くことになった。セラフィーヌはこの修道院生活を通じて信仰心、特に聖母マリアへの崇敬を深めるようになったとされる。

### 家政婦・画家
1901年に修道院を出て、再びコンピエーニュで、次いでジュスタン＝ショッセで家政婦として働いた。1904年にサンリスに移り住み、パリ通り10番地のムーイ家の住み込み家政婦となった。1906年、ピュイ＝ティフェーヌ通り1番地にアパートを借りて一人暮らしを始め、通いで仕事をした。40歳を過ぎていたが、絵を描き始めたのはこの頃であり、守護天使のお告げを受けてのこととされる。最初は家具や皿、段ボールや板に絵を描き、やがて小さなキャンバスを使うようになった。絵は気に入った人に無償で与えたり、食糧と交換したりした。昼は働き、夜は小さな聖母マリア像の前でランプを灯して絵を描いた。彼女は、「こういうことすべて（絵を描くこと）をするのは、聖母マリアのため。私は主に夜、絵を描く。街が眠っているときに。私の静物画は善き神と聖母への贈り物のようなもの。だから私は天国へ行く。太陽は神。そしてそれは天国の果実。私には天国はこんなふうに見える」と語っていた。画材を買うゆとりのなかった彼女は、絵具も、豚の血やろうそくの蝋、聖油などを使ってすべて自分で調製した。唯一、白だけは近くの薬局・雑貨店でリポラン社製の光沢のある塗料を買った。

### 画商ヴィルヘルム・ウーデ
1907年、休暇でサンリスに滞在していたドイツ人の美術評論家、美術品蒐集家・画商のヴィルヘルム・ウーデが、ムーイ家で偶然セラフィーヌの絵を見つけた。その力強さに魅せられ、画家の名前を尋ねたところ、「家政婦が描いたものだ」と言われ、早速セラフィーヌに会ってこの絵を含む数枚の絵を買い取った。ウーデは最初の絵を見たとき、「セザンヌに見せたら喜ぶだろうと思った」、「これらの静物画は非凡な情念、神聖な情熱、中世的な激情が血肉化したものだ」と書いている。
ウーデは決して裕福ではなかった。ドイツで法律の勉強をし、父に家業を継ぐように言われたが、芸術を志し、1904年に渡仏した。パブロ・ピカソ、ジョルジュ・ブラックらの若い画家がまだボヘミアンとしてモンマルトルに暮らしていた頃のことである。1907年、ピカソはモンマルトルのキャバレー「オ・ラパン・アジル」でウーデに会い、『アヴィニョンの娘たち』を見せた。ウーデはこれをきっかけに、当時まだ無名だった彼らの絵を買い取り、紹介した。アンリ・ルソーもこうした画家の一人であり、1908年にウーデがパリで初めて開いた展覧会ではピカソ、ブラック、ルソーの作品を展示した。ウーデは特に素朴派の画家を見出したことで知られ（ウーデは「ナイーフ」ではなく「プリミティーフ」という言葉を好んだ）、後にルソー、ルイ・ヴィヴァン、アンドレ・ボーシャン、カミーユ・ボンボワ、セラフィーヌ・ルイの生涯と作品を紹介する『5人の素朴派の巨匠 (Cinq maîtres primitifs)』(1947) を著した。

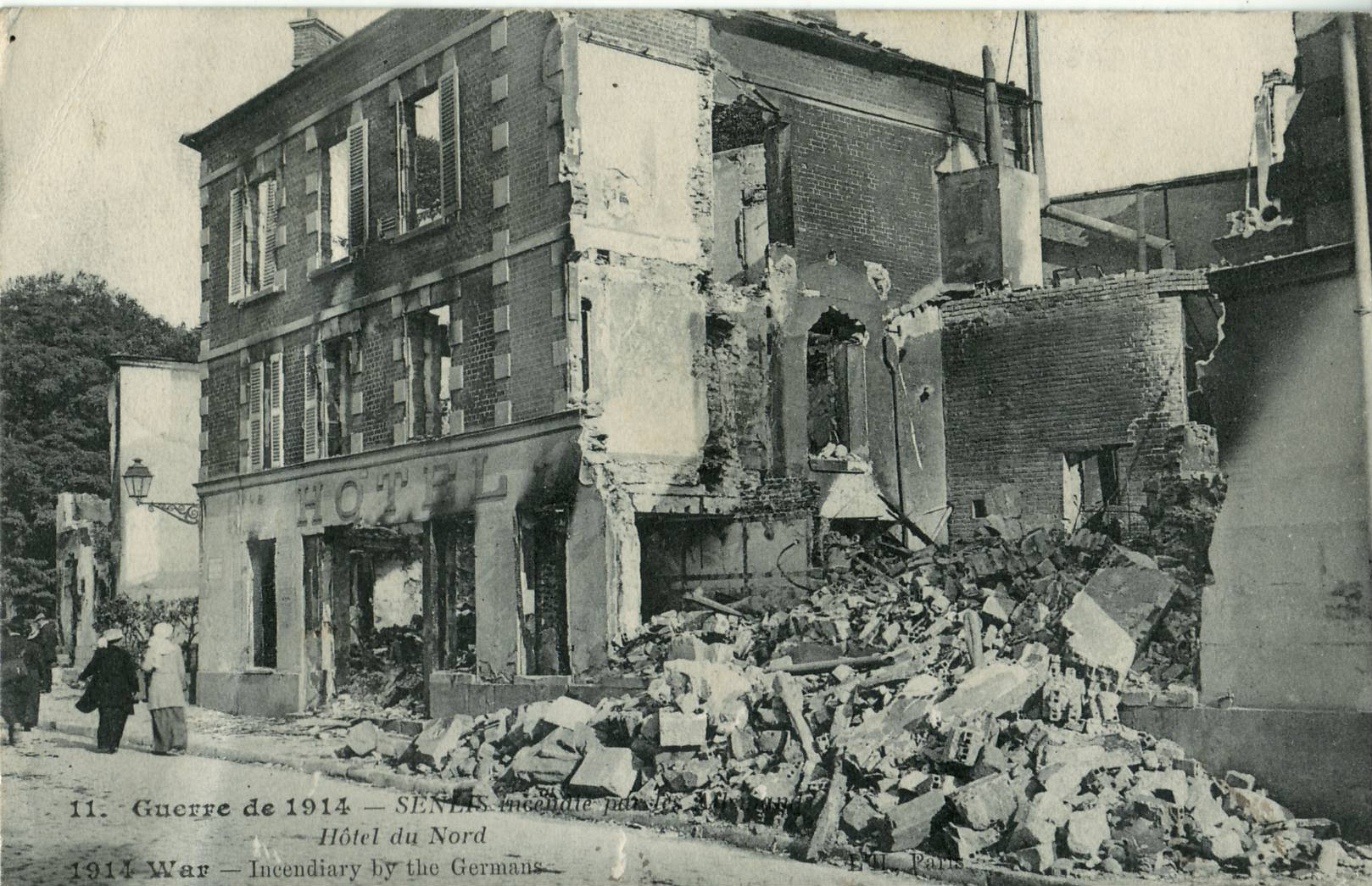
戦火を受けたサンリス (1914)

1912年、ウーデは妹のアンヌ＝マリー・ウーデとともにサンリスに居を構えた。このとき、セラフィーヌを家政婦として雇ったが、これはむしろ彼女に好きなだけ絵を描かせるためであり、画材などを提供し、経済的に援助した。この頃、彼女の奇行 ― 黒一色の装い、ペチコートの重ね穿きやショールの重ね掛け、絵具を塗ったカンカン帽、奇妙なものをたくさん詰め込んだ籠など ― は誰の目にも明らかだったが、誰も何も言わなかった。
1914年、第一次大戦が勃発し、ドイツ人のウーデはフランスを離れざるを得なくなった。セラフィーヌの絵を含むコレクションは没収され、1921年に競売にかけられた。ウーデは後に買手を捜したが突き止めることができなかった。セラフィーヌはドイツ軍による占領中もサンリスで暮らし、村が爆撃をされるのを目の当たりにした。

### 「神聖な心の画家」展
戦後はますます熱心に制作に打ちこみ、大判のキャンバスを使って果実、樹木、花（特にマーガレット）などを次々と描いた。1927年10月、芸術友の会の勧めにより、サンリス市庁舎で開催される展覧会に作品を出展することになった。『サクランボの木』、『黒い背景にライラックの花束』、『2本のブドウの木』の3点である。この頃、ウーデはすでにフランスに戻っていたが、パリでの活動に忙しく、サンリスに行く機会がなかった。展覧会開催中は偶然シャンティイにいたため、戦後初めてサンリスを訪れ、セラフィーヌの絵に再会した。ますます激しく、光と色彩にあふれた絵に再び打たれ、3点とも購入し、セラフィーヌに会う機会を得た。セラフィーヌは、「旦那様がお戻りになった」と言うだけで、再会を喜ぶ様子も見せなかったが、再びウーデが借りた部屋で制作に専念し、ウーデはパリで彼女の絵を紹介し、1928年には「神聖な心の画家」と題し、セラフィーヌ、ヴィヴァン、ボンボワ、ボーシャンらの素朴派の作品を集めた展覧会を開催した。セラフィーヌのパリでの評価は高まる一方であったが、サンリスでは相変わらず奇人扱いされ、地元の『クリエ・ド・ロワーズ』紙は、「セラフィーヌはサンリスのアンリ・ルソーだ」と称えながらも、「この優秀な女性は、箒を捨てて絵筆を執った。彼女は好奇心旺盛な独学者だ。絵の勉強をしたことがないし、また、すべきではないだろう」と皮肉を込めて書いている。実際、セラフィーヌは部屋にこもって讃美歌を歌ったり、独り言を言ったりしながら絵を描くだけで、「セラフィーヌ嬢は誰にも面会しません」と書いた札をドアに掛け、一歩も外に出ようとしなかった。ウーデには、「近所の女性たちに『教養のない家政婦が絵を描くなんて分不相応だ』と、毎日のように侮辱される」と話していた。また、ウーデから経済的援助を受けた彼女は、金メッキの皿、精巧な装飾が施された額、天使像、銀食器など役に立たない物を次々と買い求めるようになったが、1930年代に世界恐慌の時代に突入すると、ウーデにはもはやセラフィーヌの散財を支える力がなくなり、彼女の絵を買うことすらままならなくなった。

### 発病・死去
1931年1月、不安や被害妄想を募らせていたセラフィーヌは、突然、精神錯乱に陥り、荷物をまとめて外に飛び出し、誰彼かまわず怒鳴り散らした。憲兵隊に取り押さえられ、急遽、入院させられた。2月25日にクレルモン・ド・ロワーズ精神病院に移され、さらにエルケリの別棟に移された。以後、妄想にかられてたくさんの手紙を書いているが、絵は一枚も描かず、やがてアパシーに陥り、1942年12月11日に死去した。死因は餓死とされる。身寄りのない彼女はクレルモン墓地の「共同墓穴」に埋葬された。
彼女は生前、サンリス大聖堂で荘厳な葬儀を行い、故郷アルシーの墓地に埋葬されること、そして、墓石には「無敵のセラフィーヌ・ルイ・マイヤール、ここに眠る。幸いなる復活を待ち望みながら」と刻まれることを望んでいた。現在、サンリス墓地の「思い出の庭」にこの言葉を記したプレートが置かれている。

## 画風 - ウーデのセラフィーヌ評
ウーデは『5人の素朴派の巨匠』で、セラフィーヌという名前の語源である熾天使（セラフィム）が、天使の位階で神に最も近い最高位にあること、しかも「燃える」という意味であることに触れ、彼女の絵は、宗教的な恍惚（入神、脱魂）状態の表現である、その燃えるような、色彩豊かな、光にあふれる絵は、彼女の心の内奥にある神への「燃える」愛の現れであり、同時にまた、ガロ＝ロマン時代の精神を受け継ぐサンリスの中世的な熾烈さの表現でもあると評している。また、絵画構成の「均整、調和、空間配分の問題をすべて一挙に解決してしまうほど強力な知性」があり、「内的危機の高まりとともに空間構成が複雑になった」と指摘している。

## セラフィーヌの再評価
マルグリット・デュラスやサン＝テグジュペリの伝記で知られる作家アラン・ヴィルコンドレは、すでに1986年にセラフィーヌの伝記を著しているが、セラフィーヌの再評価が始まったのは、彼が次作『セラフィーヌ ― 絵画から狂気へ』を発表した2008年のことである。偶然にも同じ年に、作家フランソワーズ・クロアレクが『セラフィーヌ ― サンリスのセラフィーヌが夢見た人生』(邦訳『セラフィーヌ』山形梓訳, 未知谷, 2010) を発表し、マルタン・プロヴォスト監督がこれに基づいて同名の映画（邦題は『セラフィーヌの庭』）を制作した。とりわけ、セラフィーヌを演じるヨランド・モローの力強い演技、「画家セラフィーヌがまるで乗り移ったかのような」演技に絵の力強さが重なり、世界的に注目、再評価されることになった。同年にはまた、パリのマイヨール美術館で没後初めて大規模な回顧展が行われた。

## 作品を所蔵する美術館
セラフィーヌの作品は、マイヨール美術館のほか、サンリス芸術・考古学博物館、リール・ヴィルヌーヴ＝ダスク・アウトサイダーアート近現代美術館 、グルノーブル美術館、ラヴァル素朴派美術館などが所蔵している。このうち、サンリス芸術・考古学博物館は、ウーデの妹アンヌ＝マリーにより寄贈された作品、かつて「ウーデ展示室」があった国立近代美術館から寄託された作品（『赤い木』、『ブドウの房』、『天国の樹』、『緑の背景のザクロ』）、サンリス市が買い取った作品を含む十数点、ラヴァル素朴派美術館は『ミモザの花束』、『果実の枝』の2点、リール・ヴィルヌーヴ＝ダスク・アウトサイダーアート近現代美術館は『花束』等、マイヨール美術館は『花と果実』、『赤い背景の花束』、『葉、花、果実の束』、『葉のついたリンゴ』、『葉の束』等を所蔵している。

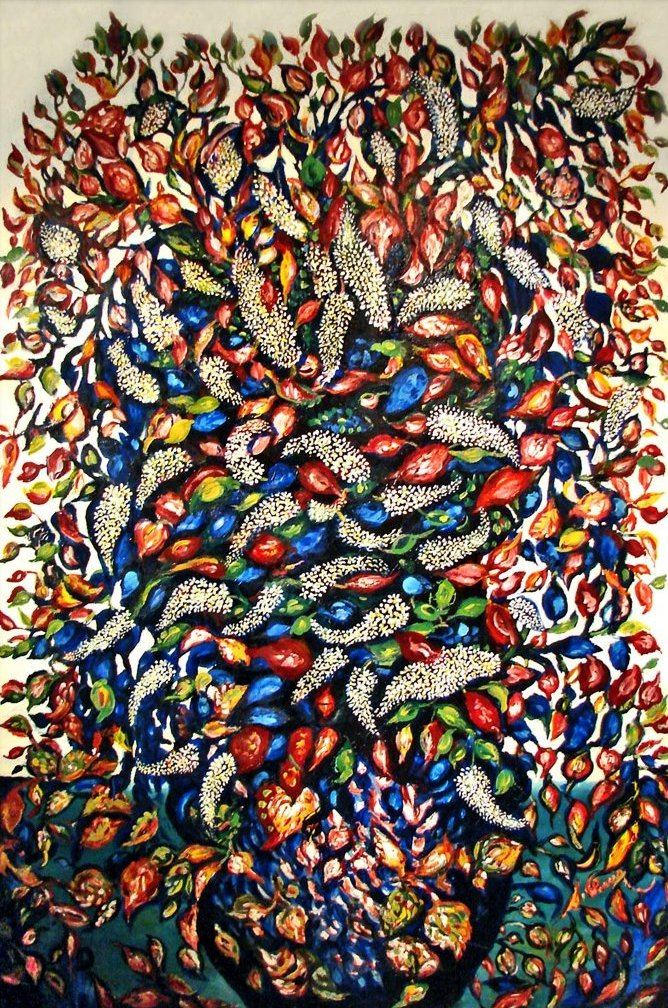
『花と果実』(1920, マイヨール美術館所蔵)
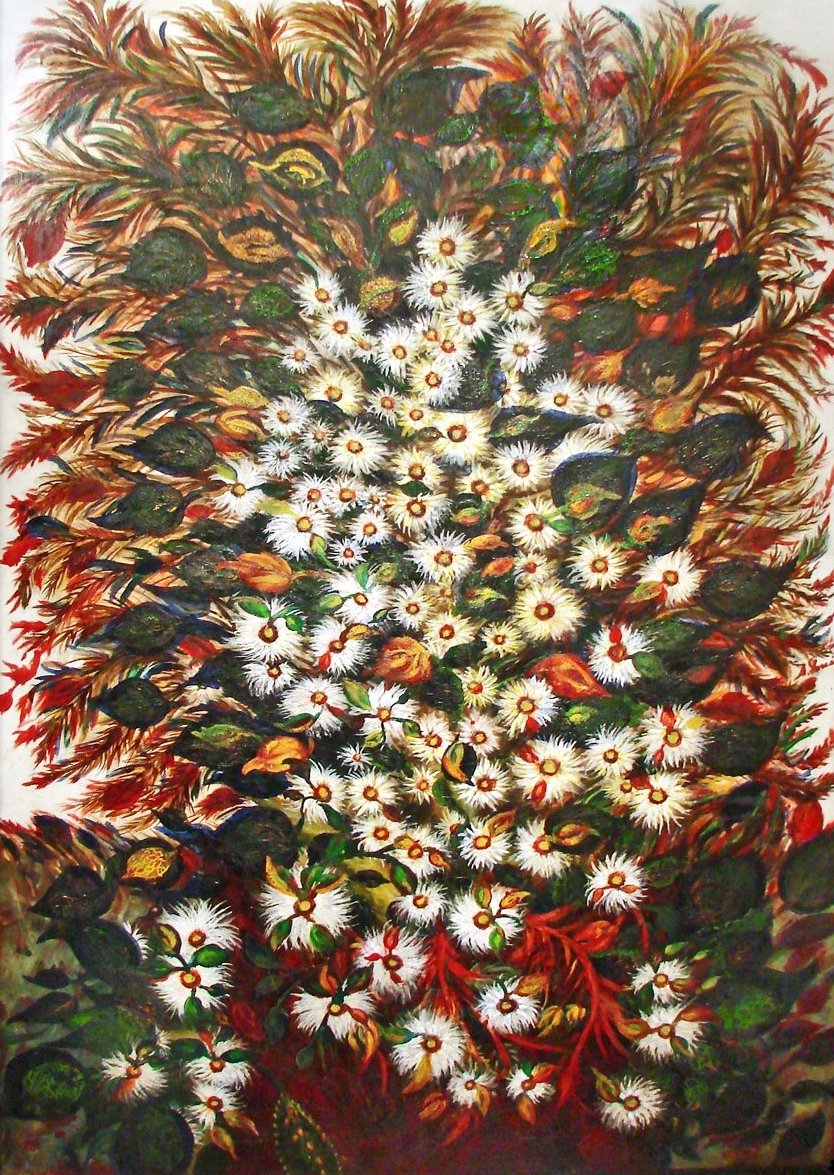
『大きなマーガレット』(1925, サンリス美術・考古学博物館所蔵)
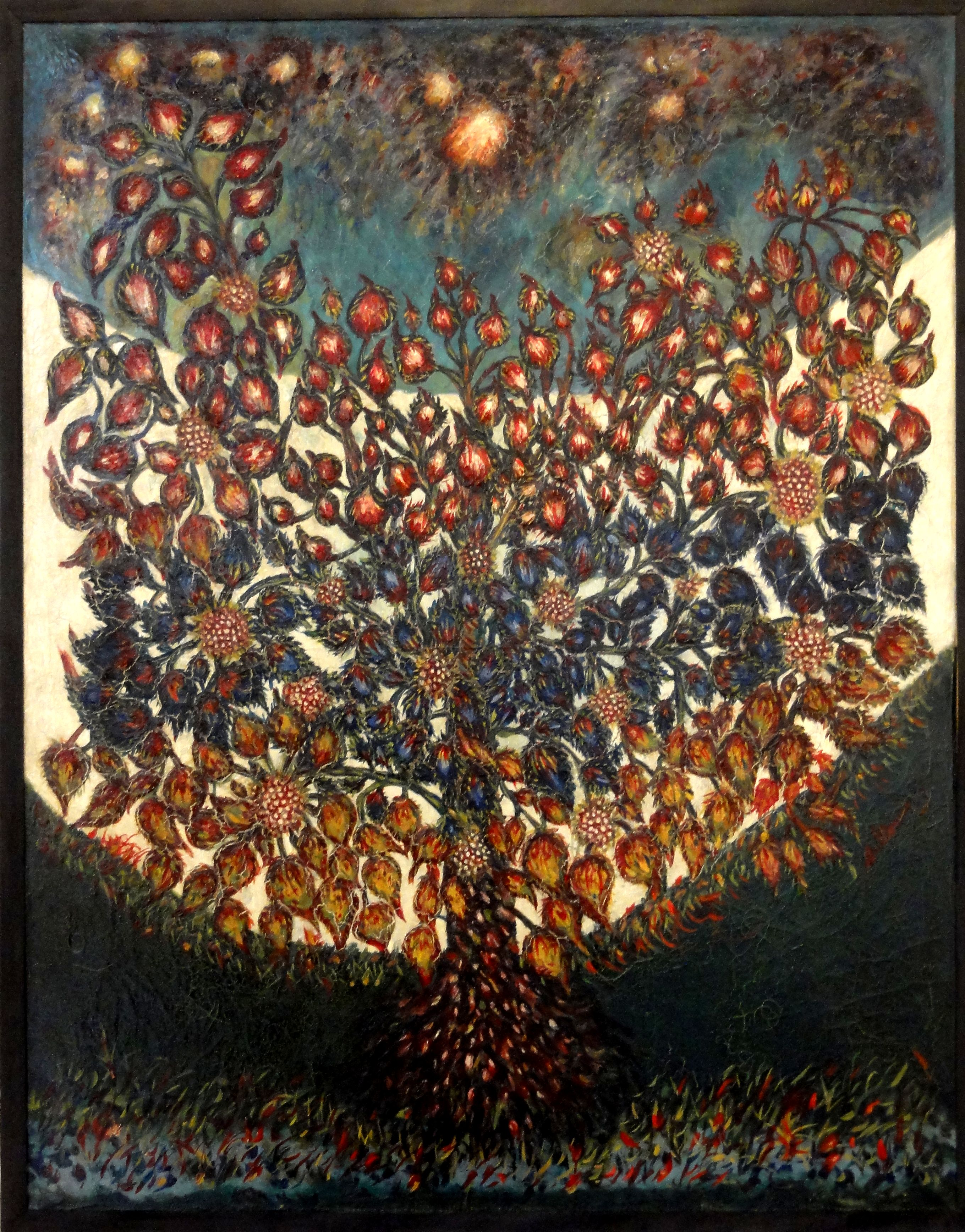
『生命の樹』(1928, サンリス美術・考古学博物館所蔵)
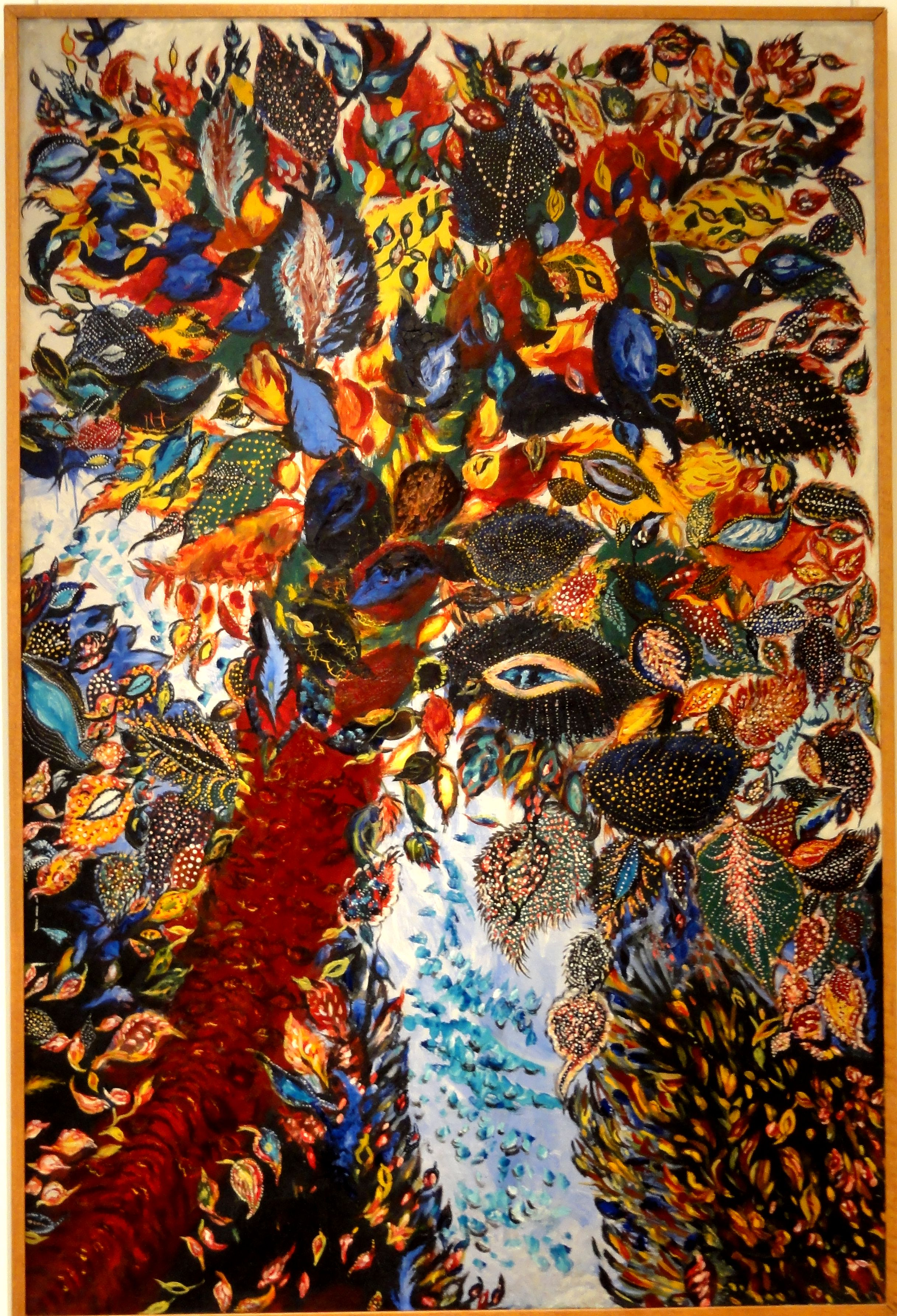
『天国の樹』(1928-1930, サンリス美術・考古学博物館所蔵)
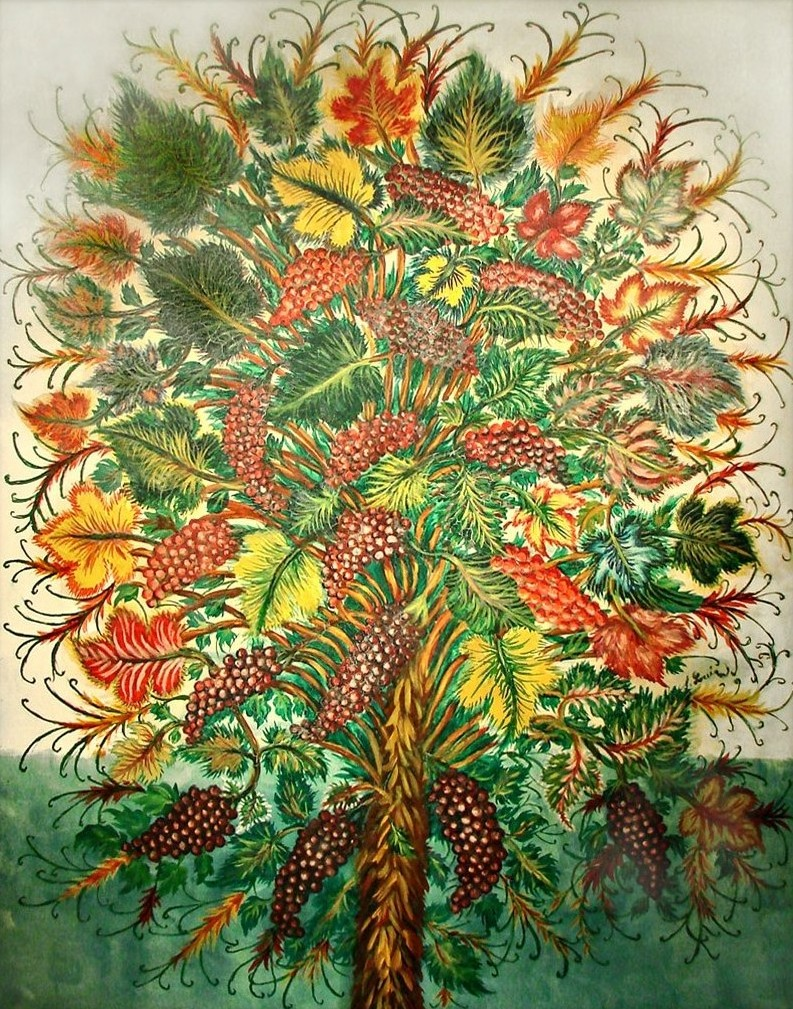
『ブドウの房』(1930年頃, マイヨール美術館所蔵)
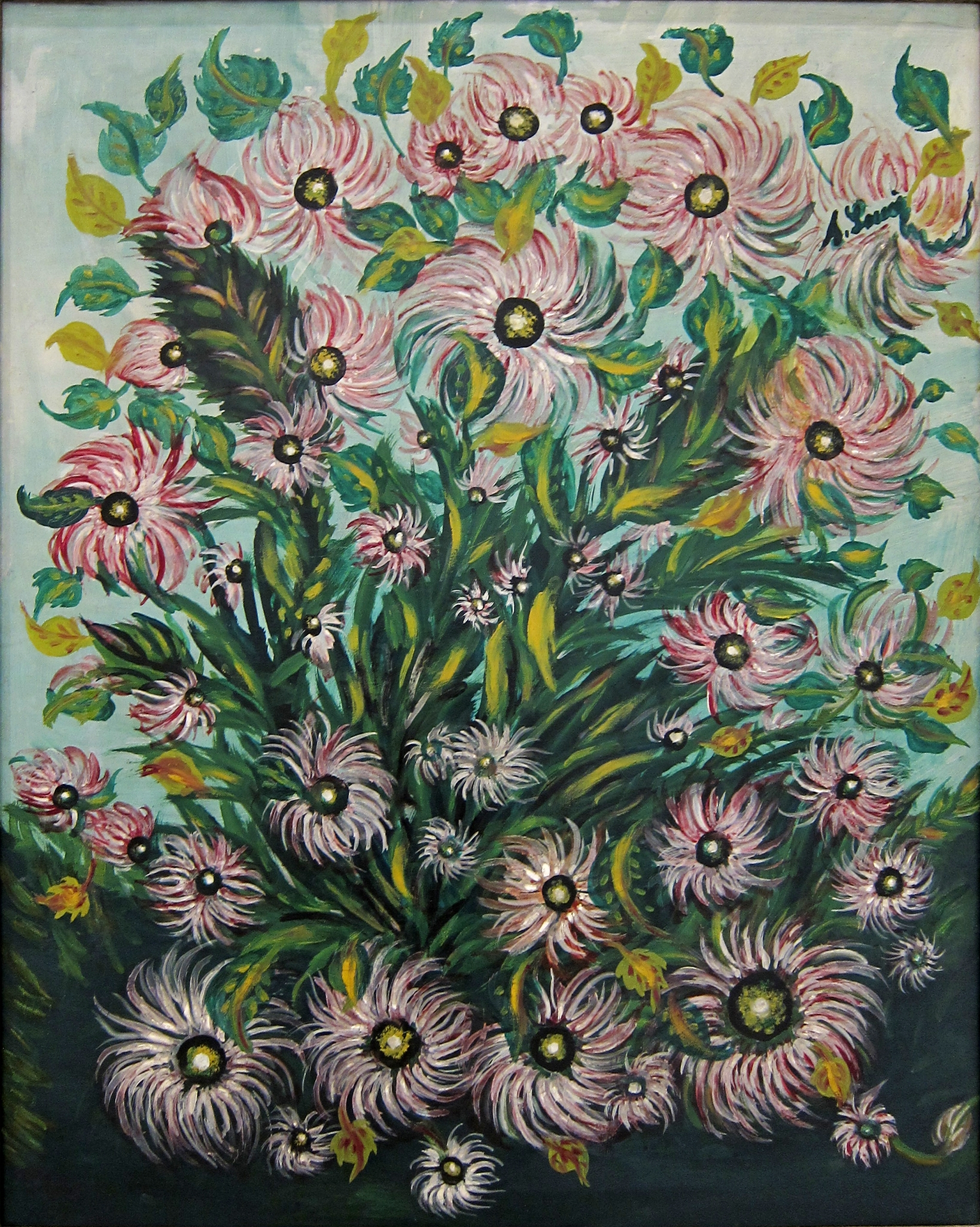
『花束』(リール・ヴィルヌーヴ＝ダスク・アウトサイダーアート近現代美術館所蔵)
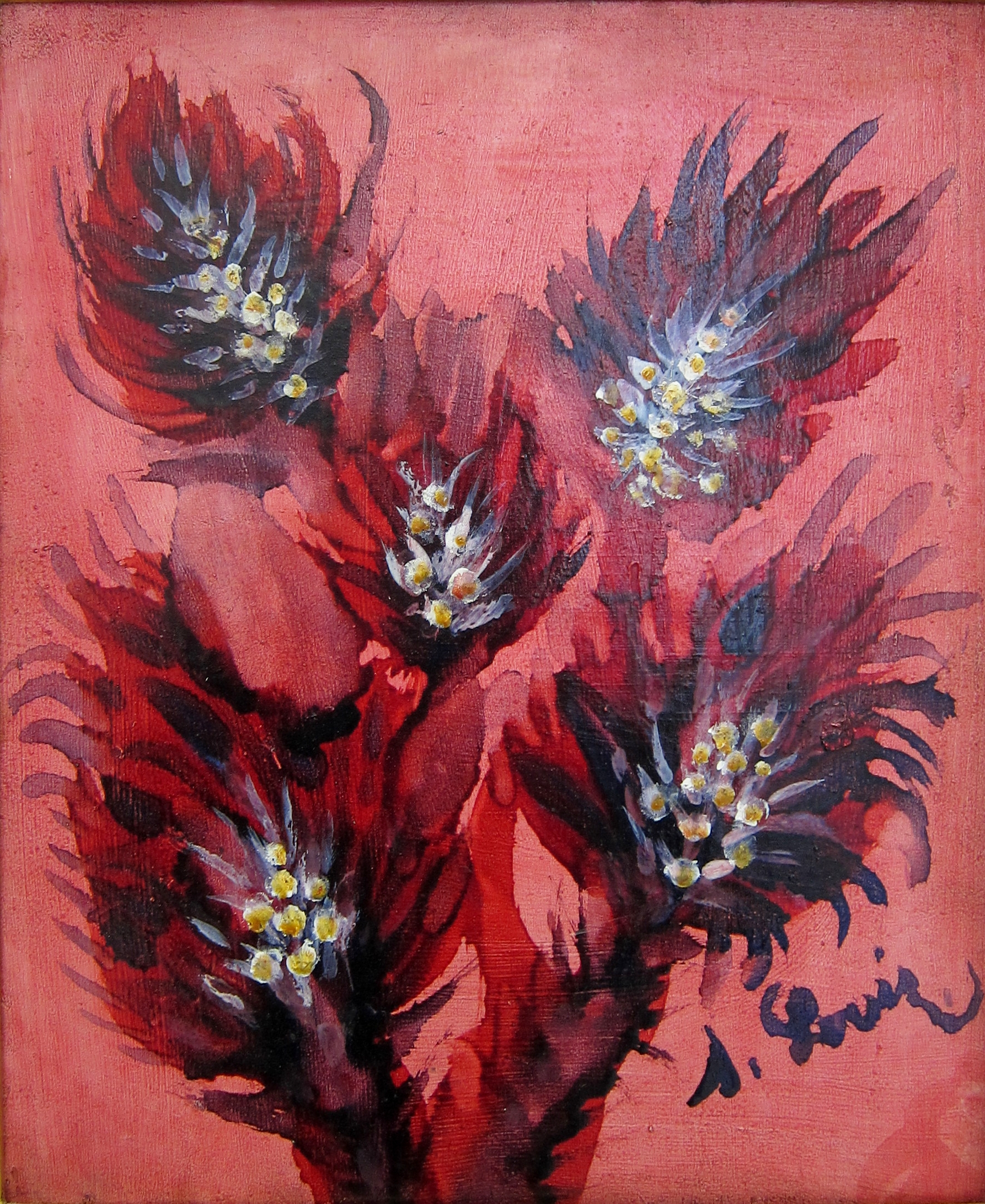
『花束』(リール・ヴィルヌーヴ＝ダスク・アウトサイダーアート近現代美術館所蔵)

## 参考資料
- Séraphine de Senlis, Gallimard/Fondation Dina Vierny-Musée Maillol, 2008 - 2008年にマイヨール美術館で開催された「セラフィーヌ・ド・サンリス」展のカタログ (ヴィルヘルム・ウーデ著『5人の素朴派の巨匠』(1947) からの抜粋を含む)
- Séraphine Louis dite Séraphine de Senlis (フランス・キュルチュール)
- SÉRAPHINE LOUIS DITE SÉRAPHINE DE SENLIS (サンリス市美術館・博物館)
- SÉRAPHINE de SENLIS: Un génie singulier (マリー＝ジョ・ボネ 公式ウェブサイト)